# Brachyleptura
Brachyleptura is een kevergeslacht uit de familie van de boktorren (Cerambycidae). De wetenschappelijke naam van het geslacht werd voor het eerst geldig gepubliceerd in 1913 door Casey.

## Soorten
Brachyleptura omvat de volgende soorten:
- Brachyleptura champlaini Casey, 1913
- Brachyleptura circumdata (Olivier, 1795)
- Brachyleptura dehiscens (LeConte, 1859)
- Brachyleptura pernigra (Linell, 1897)
- Brachyleptura rubrica (Say, 1824)
- Brachyleptura vagans (Olivier, 1795)
- Brachyleptura vexatrix (Mannerheim, 1853)